# Ramadán hadművelet
A Ramadán hadművelet vagy első bászrai csata iráni katonai offenzíva volt Irak ellen 1982. július 13. és augusztus 3. között, az iraki–iráni háború részeként. Az iráni hadsereg az első világháborúra emlékeztető nagyméretű, tömeges támadást intézett az iraki védelmi állások ellen Bászránál, ami részükről igen súlyos veszteségekkel járt. Bár a támadást az irakiak elhárították, ennek ellenére a háborúban patthelyzet lépett fel és a harcok évekre elhúzódtak.

## Előzmények
Az 1980. szeptemberi iraki invázió Irán ellen hamar kimerült, s Szaddám Huszein csapatai nem értek el komoly sikert. Az iráni hadsereg minden gyengesége ellenére megőrizte morálját. Horramsárt elvesztették ugyan, de Ábádán védői kitartottak. Irán légiereje továbbá jelentős károkat okozott támadásaival Iraknak.
Huszein csak nehézkesen tudta megtartani iráni hódításait. 1982 elején megindult az iráni ellentámadás: tavasszal visszafoglalták Horramsárt és megtisztították Huzesztán tartományt is az irakiaktól.
Huszein látva a vereségeket minél hamarább le akarta zárni a háborút. Az első béketárgyalásokon hivatkozással élt Izrael az évi Hezbollah elleni libanoni akciójára, miszerint segítséget akar nyújtani a palesztinoknak. Homeini ajatollah, aki ekkorra már Irán egyedüli vezetője volt, visszautasította Szaddám békeajánlatát. Arra készült, hogy megbuktatja az iraki diktátort és az országban a síita többséget segíti hatalomra, ezzel is terjesztve az iszlám forradalmat a Közel-Keleten.
Teheránban azonban nem mindenki egyet Homeini inváziós tervével, tartva attól, hogy ez aláásná Irán erkölcsi támogatottságát az iszlám világon belül és megnőne Szaddám támogatottsága. Iráni katonatisztek is egyet értettek ezen aggályokkal. Teheránban azonban annyira erősek voltak a háborúpárti hangok, hogy a sikerektől elvakulva úgy hitték, csupán buzgó harcosok bevetésével és az iraki síiták támogatásával lehetséges lesz a győzelem. A lakosság körében is nagy volt az eufória (kiváltképp Horramsár visszaszerzése után).
Az iráni támadás előzetes tervei között a határmenti városok bombázása, az iraki harmadik hadtest megsemmisítése, valamint Bászra leigázása szerepelt, amely Irak harmadik legnagyobb városa volt. Irán egy távolabbi célt is megfogalmazott, mondván „A Jeruzsálemhez vezető út az iraki Kerbelán át halad…” mely egyet jelentett a forradalom kiterjesztésének gondolatával és az Izraellel való leszámolással.
A hadművelet a Ramadán kódnevet kapta, mivel az iszlám nagyböjt idején hajtották végre.

## Előkészületek
Irak az invázió kezdetén nagy bajban volt, ugyanis jelentős veszteségek érték mind emberanyag, mind technika terén. A légiereje csupán egyharmada maradt meg, tengeri flottája elpusztult, jóllehet a szárazföldi erők még mindig harcolóképesek maradtak és felkészültek Bászra védelmére, amelynek közelében már koncentrálódtak az iráni csapatok.
Szaddám már jóval korábban tett is óvintézkedéseket arra az esetre, ha Irán benyomulna Irak belső területeire, mégpedig azzal, hogy az iraki haderő zömét a határmenti térségekben állomásoztatta. Igaz, hogy a vereségek demoralizálóan hatottak az iraki csapatokra, ennek ellenére a katonák felszereltsége és kiképzettsége még mindig jobb volt az irániakhoz képest. Az iraki vezetés részletes terveket is készítettek, a védelmet például lövészárkokat kialakításával, aknamezőket telepítésével, műszaki akadályokat építésével és tüzérségi pozíciókat létesítésével erősítették.
Az iráni cél a Bászrát védő 3. iraki hadtest megsemmisítése volt. Mivel jelentős számú harckocsizó alakulatokkal kellett szembenézniük, ezért nagyszámú RPG-gránátvetős katonai egységeket vetettek be, akik igen fegyelmezettek voltak.
Ellenben az iráni hadsereg fegyverkészletei korlátozott ideig voltak elegendők, ezért a hadvezetés minél hamarabb be akarta venni Bagdadot. Ennek megfelelően egy olyan totális támadás végrehajtására készültek, amelyben egyik iraki területet a másik után foglalnák el. A hadsereg legütőképesebb erejének, a Forradalmi Gárdának legfőbb szerepe az lett volna az akcióban, hogy csapásaival zavart idéz elő, amellyel a síitákat Huszein ellen lázítaná és hozzájárulna ezáltal a Baasz Párt megdöntéséhez. Ez az elgondolás, mint később kiderült, hibásnak bizonyult.
Mindkét oldalon óriási haderők gyülekeztek az összecsapásra. Iráni részről 90-150 ezer katona, 200 tank és 300 ágyú, míg iraki részről 8 hadosztály (80-100 ezer katona) és több mint 700 harckocsi készült fel a harcra. Ilyen méretű csatára a második világháború óta nem került sor a térségben. Mind Homeini, mind az iráni főparancsnokok arra számítottak, hogy az iraki síiták átállnak hozzájuk, de remélték ugyanakkor, hogy a kurdok is segítségül érkeznek Észak-Irakból.
Az iráni stratégia továbbá kimondottan törekedett az iraki védelem gyenge pontjainak felderítésére és elsődleges megtámadására. Az irakiak hírszerzése viszont megneszelte az iráni szándékokat, ezért titokban a várható támadási helyszínekre csoportosítottak erősítéseket. Az irakiak továbbá a védekezésre harcigázt (itt még könnygázt) is bevetettek.

## A csata
A hadműveletek megkezdését kétnapos kölcsönös nehéztüzérségi támadás előzte meg. Július 13-án a Forradalmi Gárda és a Baszidzs 100 ezer fős hadereje megindította rohamát az iraki védelem bunkerjei, tüzérségi pozíciói, géppuskafészkei, tankoszlopai és egyéb védelmi állásai ellen. Míg két évvel korábban az iraki támadás ébresztette fel az irániakban a hazaszeretet, most az irakiak kaptak erőre addigi csüggedtségükből és küzdöttek vállvetve országukért. Szaddám is erőteljes toborzást folytatott és az addigi 200 ezer fős haderőt félmilliósra duzzasztotta.
Az irániak a 16., 88. és 92. páncéloshadosztályokat küldték harcba, amelyek brit és amerikai tankokból álltak. A Forradalmi Gárda az irakiaktól zsákmányolt szovjet T–55-ösöket is bevetette.
A Baszidsz erői frontális, tömegekben végrehajtott öngyilkos rohamokat indított az iraki állások ellen. Az iráni fundamentalista propaganda (színészek igénybevételével) próbálta őket vértanúságra ösztökélni, egykori dicső győzelmeket és más legendákat megidézve, győzködve őket, hogy már haláluk előtt találkozhatnak Istennel. Ám a támadások minden egyes alkalommal borzalmas vérfürdőbe torkollottak: különösen az iráni félnek voltak sokkoló veszteségeik. A Baszidsz önkéntesek főleg a Forradalmi Gárdától kaptak kiképzést, ugyanakkor a Mohammad Reza Pahlavi idejéből származó katonai egységekkel nagyon rossz volt a viszonyuk, amely a frontokon való rivalizáláshoz vezetett. Ez utóbbiak nem támogatták kellőképp a Baszidzsot, ezért is volt magas az önkéntesek vesztesége.
Július 16-ra az előre tolt iraki védelmi vonalakat az iráni hadsereg lerohanta és mintegy 16 km-t nyomult be Irak területére. Sikerült elfoglalni továbbá egy 288 km²-es területet is. Ám a két ország méretét elnézve csekély területi nyereség hatalmas emberáldozat árán született meg. Azonkívül a további előre nyomulás is elakadt, mivel az irániaknak a Kutaybán (a Shatt el-Arab mellékfolyóján) túl nem sikerült tovább haladniuk. Az irakiak viszont frontális kísérő ellentámadásokat indítottak vadászbombázók támogatásával, visszaszorítva az irániakat az országhatárra.
Az iraki hadsereg Mi–24-es helikopterekkel, valamint francia páncéltörő rakétákkal felszerelt Gazella-helikopterekkel lőtte az iráni gépesített gyalogsági egységeket és harckocsizó hadoszlopokat. Iraki MiG–23-asok és iráni Fantom II-esek szinte gladiátorviadalokat vívtak a levegőben. Az irakiak könnygáz töltetei is hozzájárultak a sikerhez, mely bár nem volt halálos vegyianyag, de jelentősen gyengítette az irániakat a harcban, gyakran egy egész hadosztályban okozva teljes zűrzavart.
Július 21-én az irániak ismét egy hatalmas tömegtámadást intéztek. Az rosszul felszerelt egységek újból áthatoltak az iraki védelmi vonalakon, ám Bászrától 13 km-re három oldalról bekerítették őket a nehézfegyverekkel támadó irakiak, elvágva a logisztikai és ellátó egységeiktől. Az ezt követő újbóli iraki ellentámadások ismét visszanyomták az irániakat a kiindulási pontjaikra. Az iráni Bell AH-1 Kobra helikopterek viszont meggátolták azt, hogy az irakiak ezeket az állásokat is elsöpörjék, így a harc állóháborúvá vált.
Az utolsó iráni rohamra augusztus 1-jén került sor. A harcok augusztus 3-ig tartottak, s bár ezúttal is áttörték az irakiak vonalát és elfoglaltak egy nagyobb területet, ám az irakiak a 3., 9. és 10. páncéloshadosztályok koncentrált bevetésével súlyos veszteségek árán, de legyőzték a támadókat. E harcban a 9. hadosztály teljesen megsemmisült és később sem szervezték újjá az irakiak.
Bászra a háború egyik fő szenvedő térsége lett. A későbbiekben még három nagy ütközet zajlott le a város közelében, amelyek még jóvalta több áldozattal jártak, mint az első ütközet, a Ramadán hadművelet idején.

## Következmények
A Ramadán hadművelet katasztrofális iráni vereséggel végződött. Részükről legalább 20 ezer halott és sebesült volt, valamint 400 páncélozott járművet vesztettek el (ebből 200 semmisült meg). Mindazonáltal az iraki veszteség sem csekély, jóllehet az irániakhoz viszonyítva alacsony: 7500 halott vagy sebesült, 1350 fogoly, több száz páncélos és légijármű.
A síiták nem álltak iráni oldalra (kivéve néhány fegyverest), sőt legtöbbjük Irak védelmében harcba is szállt Homeini seregei ellen. Az 1980-as iraki invázió idején a huzesztáni arabok éppúgy nem segítették Szaddám bevonuló csapatait, noha a diktátor számított rájuk. A legsúlyosabb hibája az irániaknak a hatékony irányítás hiánya, a rossz légi támogatás és logisztika, amely nem tette lehetővé az offenzíva hosszabb távú fenntartását. A vezetés és Homeini alaptalanul gyors győzelmet remélt. Ám sem a vereség, sem a veszteségek nem ingatták meg Homeinit, aki Szaddám valamennyi béke- és tűzszüneti ajánlatát elutasította a következő években, folytatva a háborút, százezrek életét oltva így ki.
Irakot tovább támogatták fegyverekkel és pénzzel a nyugati és arab államok, valamint a Szovjetunió. Katonai hozzájárulással segítették továbbá arab (jordániai, észak-jemeni, tunéziai, marokkói és egyiptomi) önkéntesek, Szudán pedig több mint 50 ezer katonát bocsátott Szaddám rendelkezésére.